# Reserva natural y cultural de Termit-Tintoumma

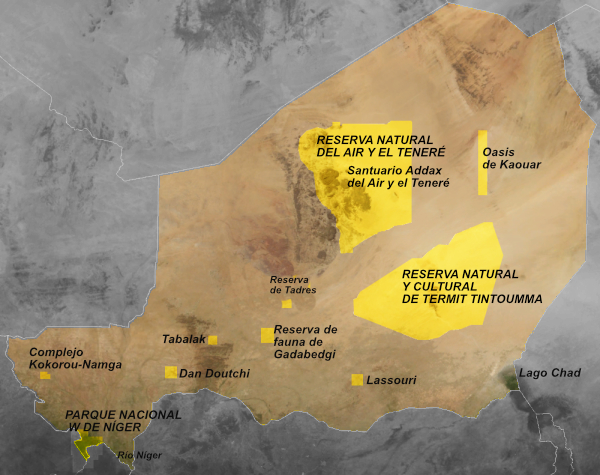
Áreas protegidas de Níger en 2005. La reserva de Termit-Tintoumma es algo más amplia.

La Reserva natural y cultural de Termit-Tintoumma, se inicia con la Reserva total del macizo de Termit, creada en 1962 en el centro de Níger, y en 2012 se añade a la totalidad del macizo de Termit el desierto de Tin Toumma y se convierte en reserva natural y cultural, a la vez que en el área protegida más grande de África.
La zona se ha convertido en un área de protección para una serie de especies en peligro de extinción, entre las que destaca el adax o antílope blanco, de los que se cree que hay 300 en la reserva. La reserva ha sido declarada patrimonio de la Humanidad por su biodiversidad y el macizo de Termit y alrededores por el valor cultural de los sitios arqueológicos.
La reserva tiene 30 especies de mamíferos, varias especies de reptiles y más de 150 especies de pájaros. Entre las especies de pájaros está el amenazado buitre orejudo, que anida en algunas zonas de la reserva.

## Historia
Las primeras exploraciones del macizo de Termit las llevaron a cabo Dixon Denham y Hugh Clapperton, Heinrich Barth y Gustav Nachtigal en el siglo XIX, quienes registraron la enorme cantidad de mamíferos en la reserva. Sin embargo, después, y sobre todo recientemente, la vida salvaje ha disminuido notablemente. Los primeros esfuerzos de conservación se realizan en 1952 sobre un área de 700 km², que se amplia en el centro del macizo hasta 1.000 km². En 2001 se hace cargo de la conservación la ONG internacional Sahara Conservation Fund (SCF), que consigue que en 2006 se declare el macizo patrimonio de la Humanidad bajo el criterio VII, por su importancia cultural y su interés natural.
En 2012 se amplia la reserva integral de Termit con el desierto de Tin Toumma, ya que es una zona poco poblada y refugio de numerosas especies sahelo-saharianas, que se benefician del macizo y la red hidrográfica que procede del mismo. Engloba las comunidades de Tesker, Tabelot, Fachi, Bilma y N'Gourti, y una parte de las regiones de  Diffa,  Zinder y  Agadez, hasta casi una totalidad de 100.000 km².

## Fauna y flora
Se han registrado 18 especies de grandes mamíferos entre los que destaca la pequeña población de adax o antílope blanco. Es abundante la población de gacelas dorcas y las avutardas de Nubia, de la familia de los otídidos, carnívoros como el guepardo, la hiena rayada, el chacal, el fénec, el zorro pálido, el zorro de Rüppell, el gato de las arenas, el gato salvaje africano, el caracal, la gineta común, el tejón de la miel, etc. Entre las rarezas, el guepardo del Sahara y unas pocas gacelas dama.
La reserva es también un corredor para las aves migratorias, de las que se han nombrado más de cien especies, entre ellas una veintena de rapaces.
En cuanto a la vegetación, en el macizo de Termit domina la estepa de Acacia-Panicum en las vertientes occidental y meridional, y, entre las herbáceas, Panicum turgidum, Indigofera sessiliflora o Danthonia forskalii, al este del macizo. También se encuentran Acacia raddiana and Panicum turgidum in the western and southern valleys, Acacia raddiana, Maerua crassifolia, Salvadora persica, Panicum turgidum, Chenbergiana y Leptadenia pyrotechnica.

## Factores culturales
En la inmensa zona de la reserva viven varias etnias, sobre todo los tubu, pero también tuaregs, árabes y peuls. En el sitio de Gadafawa, en la zona noroeste del área protegida, se encuentra un yacimiento de huesos de dinosaurios y vestigios de hábitats paleo lacustres de madera fosilizada.